# Prosper Mugiraneza
Prosper Mugiraneza va ser un antic ministre de funció pública de Ruanda.
Mugiraneza va néixer el 1957 a Kigarama, província de Kibungo, Ruanda. Es va graduar a la Universitat Nacional de Ruanda a Butare, on va obtenir el títol d'advocat.
Abans de convertir-se en ministre d'administració pública, Mugiraneza era fiscal i director general del Ministeri de Justícia.
Està casat i té quatre fills. Actualment, la seva dona i fills resideixen a Europa.
Va ser jutjat per genocidi i crims contra la humanitt pel Tribunal Penal Internacional per a Ruanda, el judici va començar el 2003. Es creia que estava involucrat en l'assassinat de Jean-Baptiste Habyalimana.
Va ser declarat culpable i condemnat a 30 anys de presó, però després d'una llarga apel·lació, Mugiraneza va ser absolt de totes les càrrecs el 4 de febrer de 2013. Agnès Ntamabyaliro Rutagwera qui també va ser acusada d'estar involucrat en l'assassinat de Habyarimana (i altres delictes) encara està complint una sentència de cadena perpètua.